# De Wraak van Moeder Fazant op Gescheiden Vrouwen met een Rotsmoel
De Wraak van Moeder Fazant op Gescheiden Vrouwen met een Rotsmoel is een Nederlandstalige ep van de Belgische band The Clement Peerens Explosition uit 2000.

## Tracklist
De ep bevatte de liedjes:
1. Moeder
2. Wraak!
3. Gescheiden Vrouwen
4. Fazant
5. Rotsmoel

## Meewerkende artiesten
- Clement Peerens (elektrische gitaar, zang)
- Sylvain Aertbeliën (basgitaar)
- Vettige Swa (drums)